# Hội chứng loạn sinh tuỷ
Hội chứng loạn sinh tuỷ (Myelodysplastic syndrome - MDS) là một nhóm bệnh ung thư trong đó các tế bào máu chưa trưởng thành trong tủy xương không trưởng thành và do đó không trở thành các tế bào máu khỏe mạnh. Ngay từ sớm, thường không có triệu chứng. triệu chứng sau này có thể bao gồm cảm thấy mệt mỏi, khó thở, chảy máu dễ dàng hoặc nhiễm trùng thường xuyên. Một số loại có thể phát triển thành bệnh bạch cầu myeloid cấp tính.
Các yếu tố rủi ro bao gồm hóa trị hoặc xạ trị trước đó, tiếp xúc với một số hóa chất như khói thuốc lá, thuốc trừ sâu và benzen và tiếp xúc với các kim loại nặng như thủy ngân hoặc chì. Các vấn đề với sự hình thành tế bào máu dẫn đến một số sự kết hợp của thiếu hồng cầu, thiếu tiểu cầu và thiếu bạch cầu. Một số loại có sự gia tăng các tế bào máu chưa trưởng thành, được gọi là blast, trong tủy xương hoặc máu. Các loại MDS dựa trên những thay đổi cụ thể trong tế bào máu và tủy xương.
Phương pháp điều trị có thể bao gồm chăm sóc hỗ trợ, điều trị bằng thuốc và ghép tế bào gốc. Chăm sóc hỗ trợ có thể bao gồm truyền máu, thuốc để tăng tạo hồng cầu và kháng sinh. Điều trị bằng thuốc có thể bao gồm thuốc lenalidomide, antithymocyte globulin và azacitidine. Một số người có thể được chữa khỏi bằng hóa trị liệu sau đó là ghép tế bào gốc từ người hiến tặng.
Khoảng bảy trên 100.000 người bị ảnh hưởng với khoảng bốn trên 100.000 người mới mắc phải tình trạng này mỗi năm. Tuổi khởi phát điển hình là 70 tuổi. Triển vọng phụ thuộc vào loại tế bào bị ảnh hưởng, số lượng vụ nổ trong tủy xương hoặc máu và những thay đổi hiện diện trong nhiễm sắc thể của các tế bào bị ảnh hưởng. Thời gian sống sót điển hình sau chẩn đoán là 2,5 năm. Hội chứng này được công nhận lần đầu tiên vào đầu những năm 1900. Tên hiện tại được sử dụng vào năm 1976.